# Giro di Romagna 1925
Il Giro di Romagna 1925, decima edizione della corsa, si svolse il 16 agosto 1925 su un percorso di 285 km. La vittoria fu appannaggio dell'italiano Angelo Gremo, che completò il percorso in 10h47'00", precedendo i connazionali Michele Gordini e Giovanni Trentarossi. A tagliare per primo il traguardo è in realtà il giovanissimo forlivese Giovanni Del Taglio, che verrà poi squalificato per avere accorciato il percorso a San Marino. 
I corridori che tagliarono il traguardo di Lugo furono 7.

## Ordine d'arrivo (Top 7)
| Pos. | Corridore            | Squadra           | Tempo      |
| ---- | -------------------- | ----------------- | ---------- |
| 1    | Angelo Gremo         | Météore-Wolber    | 10h47'00"  |
| 2    | Michele Gordini      | Atala             | a 4'20"    |
| 3    | Giovanni Trentarossi | -                 | a 7'15"    |
| 4    | Antonio Pancera      | Aliprandi-Pirelli | a 23'30"   |
| 5    | Giuseppe Casadio     | -                 | a 52'10"   |
| 6    | Alessandro Orioli    | -                 | a 1h03'20" |
| 7    | Giovanni Raggi       | -                 | a 1h38'20" |